# Willem Stibolt
Willem Noble Stibolt (* 9. Juni 1890 in Drammen; † 5. April 1964 in Oslo) war ein norwegischer Tennisspieler.

## Biografie
Stibolt spielte für den Drammen Lawntennisklub und nahm 1912 am Tenniswettbewerb der Olympischen Sommerspiele in Stockholm teil. Im Rasen-Einzel unterlag er nach einem Freilos zum Auftakt dem Böhmen Josef Šebek glatt in drei Sätzen. Im Doppel trat er mit Bjarne Angell an und schied dort ebenfalls gegen eine böhmische Paarung, bestehend aus Jaroslav Just und Ladislav Žemla, glatt aus. Stibolt gewann 1910 und 1911 die norwegischen Meisterschaften im Doppel.
Von 1913 bis 1926 arbeitete Stibolt außerhalb Norwegens, um Handelsbeziehungen aufzubauen. Nach seiner Rückkehr baute und leitete er zwei Tennishallen, eine in Oslo und eine in Bergen.